# Kalaw Lagaw Ya
Kalau Lagau Ya, Kalaw Lagaw Ya, Kala Lagaw Ya (/kala(u) laɡau ja/), o el idioma del Estrecho de Torres occidental (también varios otros nombres, ver abajo), es el idioma indígena del centro y oeste de las islas del estrecho de Torres, Queensland, Australia. En algunas islas, ahora ha sido reemplazado en gran parte por el criollo del estrecho de Torres.
Antes de la colonización en las décadas de 1870 y 1880, el idioma era la principal lingua franca del área cultural del Estrecho de Torres de Northern Cape York Australia, el Estrecho de Torres y a lo largo de la costa de la Provincia Occidental/Papúa Nueva Guinea. Todavía es bastante hablado por los papúes vecinos y por algunos indígenas (isleños del estrecho de Torres). Se desconoce cuántos hablantes que no son su primer idioma tiene. También tiene una forma 'ligera' (simplificada/extranjera), así como una forma pidginizada. La forma simplificada prevalece bastante en la isla Badu y la vecina Moa.

## Nombres
El idioma es conocido por varios nombres además de "Kalaw Lagaw Ya", la mayoría de los cuales (incluido Kalaw Lagaw Ya) son nombres de dialectos, variantes ortográficas, variantes de dialectos y similares, e incluyen traducciones de los términos en inglés, "Western Idioma de la isla y Idioma de la isla central:
- Kalaw Lagaw Ya/Kalau Lagau Ya/Kala Lagaw Ya, Kalaw Kawaw Ya/Kalau Kawau Ya, Kala Lagaw Langgus/Kala Lagau Langgus/Kalaw Lagaw Langgus/Kalau Lagau Langgus (Idioma insular occidental)
- Lagaw Ya/Lagau Ya (idioma de la isla de origen)
- Langgus, Linggo (Language, Lingo)
- Kaywalgaw Ya/Kaiwaligau Ya/Kawalgaw Ya [Idioma de las isleños],
- Kowrareg (Kaurareg) Isleño
- Kulkalgau Ya (Blood-Peoples' Language); Kulka 'blood' fue una importante figura de culto de las Islas Centrales, y hermano de Malo-Bumai de Mer.
- Mabuiag (el nombre de una de las islas donde se habla)
- Westen o West Torres o Western Torres Strait
- Dhadhalagau Ya (Insular medio/Insular central)
- Sentrel o Islas Centrales.

Un término utilizado por los habitantes de las islas orientales y los papúes vecinos para Kala Lagaw Ya es Yagar Yagar, de la palabra yagar (yá 'habla, etc.' + gár 'clítico de simpatía'). ' ('querido', 'por favor', etc.), a menudo utilizado por los isleños occidentales y centrales en el habla para mostrar un estado de ánimo comprensivo o nostálgico.
En la literatura sobre la lengua las abreviaturas KLY (Kalaw Lagaw Ya), KKY (Kalau Kawau Ya), KulY (Kulkalgau Ya), MY (Muwalgau Ya) y KY (Kaiwaligau Ya) se utilizan a menudo como abreviaturas. El nombre Mabuiag /mabujaɡ/, pronunciado en inglés  /ˈmoʊbiæɡ/, está bastante extendido como nombre para el idioma, ya que lo estableció la Expedición de Cambridge al Estrecho de Torres, cuya investigación principal sobre el idioma fue con material mabuiag. Aunque el término preferido en inglés en la academia durante algún tiempo fue Kala Lagaw Ya, según, los hablantes nativos siempre consideraron la forma como "coloquial". En una decisión del Tribunal Superior del 7 de agosto de 2013, se tomó la decisión de denominar oficialmente al idioma "Kalau Lagau Ya", utilizando la forma formal.
Cuando hablan entre sí, los hablantes generalmente se refieren al idioma como "lenguaje" "Langgus" o usan frases como KLY/KulY ngalpudh muli, MY-KY ngalpudh/ngalpadh muli, KKY ngalpadh muliz "habla nuestra lengua", e.g. KLY/KulY ngalpudh muuli, thanamunungu tidailai!, MY-KY ngalpudh/ngalpadh muuli, thanamuningu tidailai!, KKY ngalpadh muli, thanamulngu tidaile! 'Hablar en nuestro idioma para que no entiendan!'. Ngalpudh/ngalpadh literally means 'like us'. The construction X-dh mula+i- 'speak X-like' is used to refer to speaking in a language, e.g. KKY markaidh muliz 'speak [in] English', zapanisadh muliz 'habla [en] japonés', dhaudhalgadh muliz 'habla [en] papua', mœyamadh muliz 'habla [en] Meriam Mìr', thanamudh muliz 'habla como ellos, habla [en] su lengua'. De lo contrario, es común que los hablantes usen frases nominales como KLY/KulY ngalpun ya, MY-KY ngalpun/ngalpan ya, KKY ngalpan ya 'nuestra lengua' para referirse a la lengua cuando hablamos entre nosotros.

## Distribución geográfica

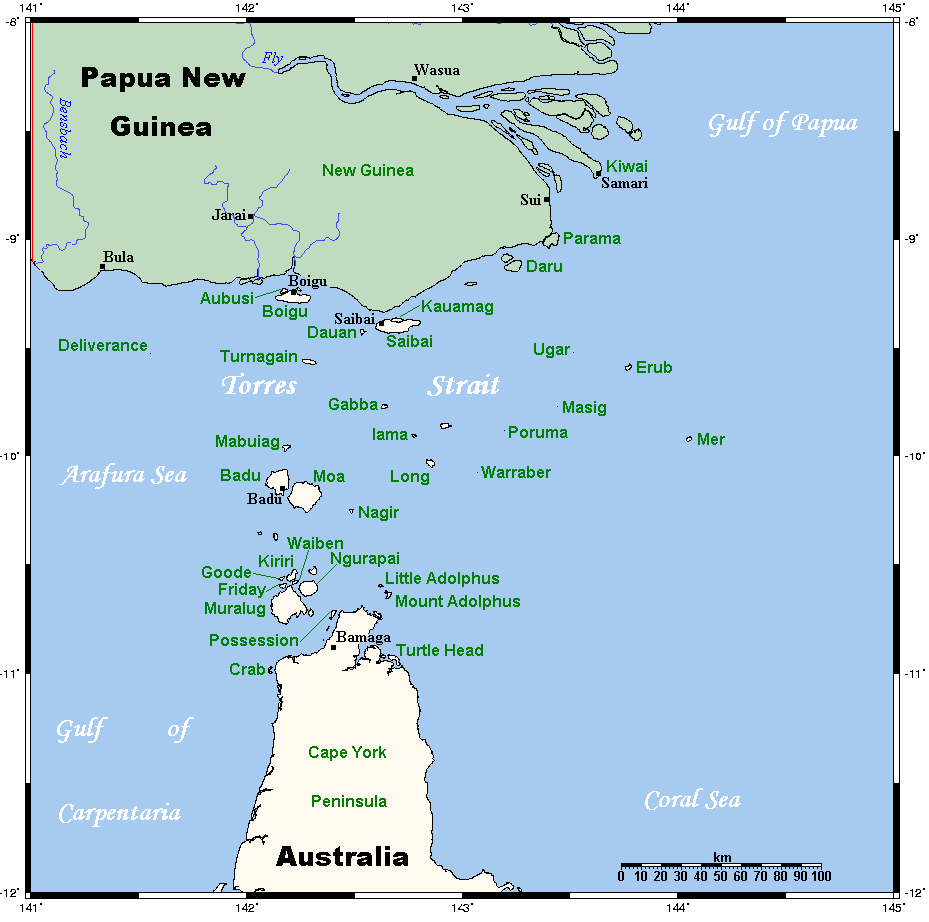
Mapa de las Islas del Estrecho de Torres.

Kalau Lagau Ya se habla en las Islas del Estrecho de Torres occidentales y centrales, entre Papúa Nueva Guinea (Naigay Dœgam Dhaudhai "Continente/Continente del lado norte", también llamado Mœgi Dhaudhai "Pequeño continente/continente", KKY Mœgina Dhaudhai) y el continente australiano ("Zey Dœgam Dhaudhai "Continental/continente del lado sur", también conocido como Kœi Dhaudhai' ' "Big Mainland / Continent"), aunque en algunas islas ahora ha sido reemplazado en gran parte por Brokan (Torres Strait Creole).
Existe alguna evidencia de la historia popular de que el idioma se hablaba como primer idioma en algunos pueblos vecinos del Estrecho de Torres en Papúa. También lo hablaban anteriormente los hiámo (Hiámu, Hiáma) de Daru (Dhaaru) al noreste del Estrecho de Torres, que originalmente eran colonos de Yama [Isla Yam] en el Estrecho de Torres, siendo Hiámu/Hiámo/Hiáma una pronunciación kiwai de Yama. El cuerpo principal de Hiámo se trasladó al grupo de islas Thursday para escapar de la colonización Kiwai de Daru hace algunos siglos.

## Clasificación y comparación externa
El idioma está clasificado como parte del lenguas pama-ñunganas.Mitchell (1995) y Mitchell (2015) lo considera como un idioma mixto con un núcleo australiano (Pama-Nyungan) y superposiciones de papú y austronesios, mientras que Capell (1956) y Dixon (2002) clasificarlo entre las lenguas papúes. Los pronombres personales son típicamente australianos, la mayoría de los términos de parentesco son papúes y el vocabulario importante relacionado con el mar y la agricultura es austronesio.
Kalaw Lagaw Ya tiene solo un 6% de cognición con su vecino australiano más cercano, el Urradhi, con un 5% adicional de vocabulario 'común' (préstamos de varios orígenes), y alrededor del 40% de vocabulario común con su vecino papú,el Meriam Mìr. De las 279 formas de proto-lenguas pama dadas en Sommer (1969, pp. 62–66), solo el 18,9% tiene realizaciones definitivas en Kalaw Lagaw Ya, con un 2,5% adicional que puede estar presente. Una palabra que ilustra los problemas de la relación 'tal vez' es kùlbai (KKY kùlba) 'viejo', que puede ser una realización metatética de CA *bulgan 'grande; viejo'. Potencialmente, el 80% del vocabulario del idioma no es australiano e incluye elementos de Papúa y Austronesio. Bouckaert, Bowern y Atkinson (2018) encontraron que Kalaw Lagaw Ya tenía la mayor cantidad de formas 'únicas' (es decir, no Pama-Nyungan) de cualquier idioma australiano en su muestra.